# Zgromadzenie Narodowe (Południowa Afryka)
Zgromadzenie Narodowe (ang. National Assembly, afr. Nasionale Vergadering) – izba niższa parlamentu Republiki Południowej Afryki (RPA). Składa się z 400 członków wybieranych na pięcioletnią kadencję. 
W wyborach stosuje się ordynację proporcjonalną. Połowa mandatów obsadzana jest w dziewięciu regionalnych, wielomandatowych okręgach wyborczych. Drugą połowę mandatów zajmują kandydaci z list ogólnokrajowych poszczególnych ugrupowań. Wyborca oddaje tylko jeden głos - na listę regionalną. Liczba mandatów zdobytych z listy krajowej wyliczana jest automatycznie, na podstawie wyników w okręgach. Stosuje się przy tym zasadę, iż ugrupowanie otrzymuje cztery mandaty z listy krajowej za każdy procent poparcia, jaki uzyskało w wyborach w skali całego kraju (po zsumowaniu głosów ze wszystkich okręgów).
Zarówno czynne, jak i bierne prawo wyborcze przysługuje obywatelom RPA w wieku co najmniej 18 lat.

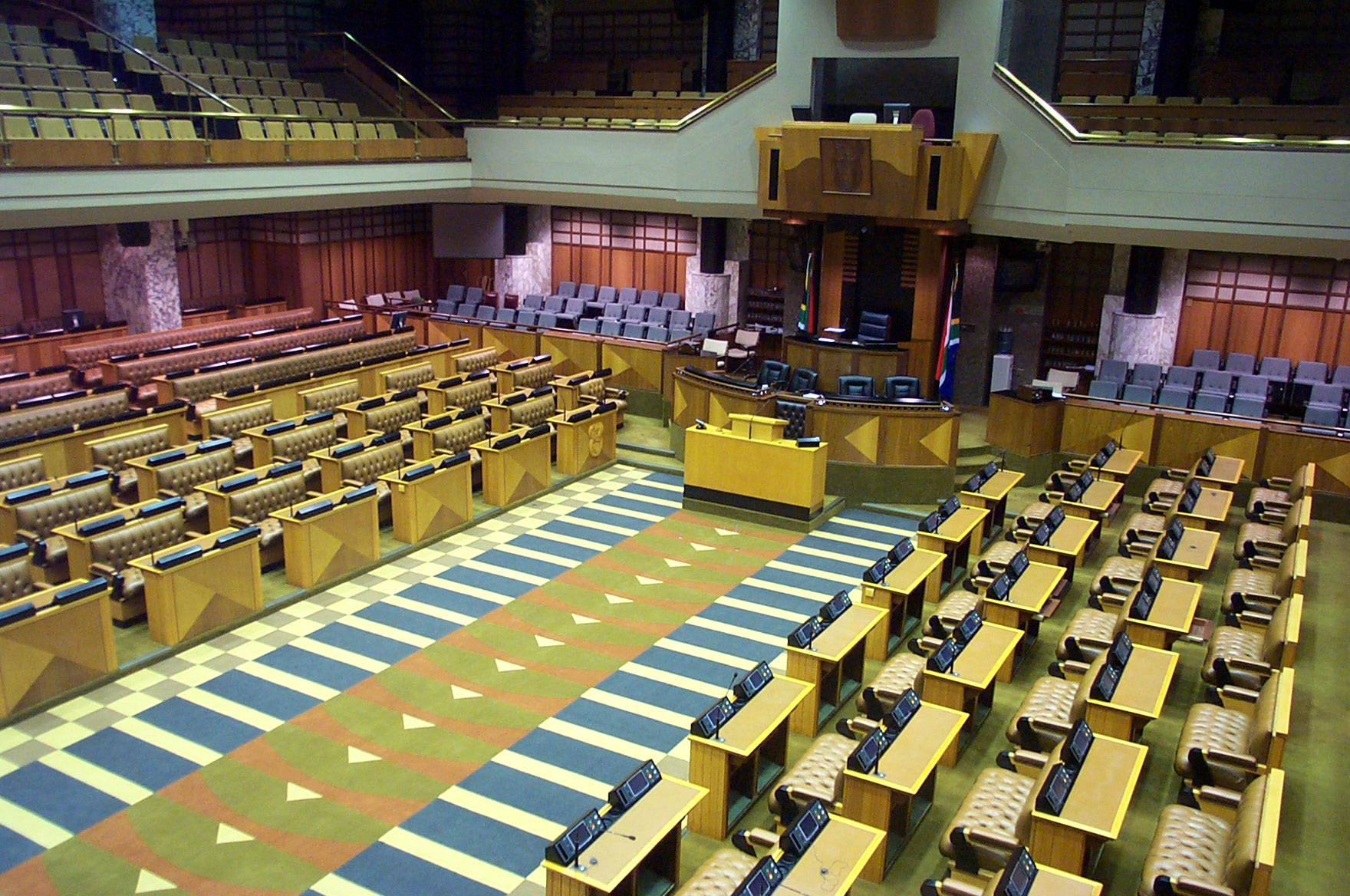
Sala posiedzeń Zgromadzenia